# Fred Rogers
Fred McFeely Rogers (20 de març de 1928 - 27 de febrer de 2003), més conegut com a Míster Rogers, va ser un presentador de televisió, autor, productor i ministre presbiterià nord-americà. Va ser el creador i amfitrió de la sèrie infantil de televisió Mister Rogers' Neighborhood, que va tenir lloc entre 1968 i 2001.
Nascut a Latrobe, Pennsilvània, Rogers va obtenir una llicenciatura en música al Rollins College el 1951. Va començar la seva carrera televisiva a la NBC de Nova York, tornant a Pittsburgh el 1953 per treballar per a la programació infantil a l'estació de televisió NET (més tard PBS). Es va graduar al Pittsburgh Theological Seminary amb una llicenciatura en divinitat el 1962 i va esdevenir ministre presbiterià el 1963. Va assistir a la Graduate School of Child Development de la Universitat de Pittsburgh, on va començar la seva col·laboració de trenta anys amb la psicòloga infantil Margaret McFarland. També va ajudar a impulsar els espectacles infantils The Children's Corner (1955) per a WQED a Pittsburgh i Misterogers (1963) al Canadà per a la Canadian Broadcasting Corporation. El 1968, va tornar a Pittsburgh i va adaptar el format de la seva sèrie canadenca per crear Mister Rogers' Neighborhood. Va funcionar durant trenta-tres anys i va ser aclamat per la crítica per centrar-se en les preocupacions emocionals i físiques dels nens, com ara la mort, la rivalitat entre germans, l'escolarització i el divorci.
Rogers va morir de càncer d'estómac el 2003, a 74 anys. El seu treball a la televisió infantil ha estat àmpliament elogiat, i va rebre més de quaranta títols honorífics i diversos premis, entre els quals un Emmy a la trajectòria el 1997 i la Medalla Presidencial de la Llibertat el 2002. Va ser inclòs al Saló de la Fama de la Televisió el 1999. Rogers va influir en molts escriptors i productors de programes de televisió per a nens, i les seves emissions van proporcionar consol durant esdeveniments tràgics, fins i tot després de la seva mort.